# Ulrike Guérot
 (juin 2016).
Si vous disposez d'ouvrages ou d'articles de référence ou si vous connaissez des sites web de qualité traitant du thème abordé ici, merci de compléter l'article en donnant les références utiles à sa vérifiabilité et en les liant à la section « Notes et références ».
Ulrike Beate Guérot, née en 1964 à Grevenbroich (Allemagne de l'Ouest), est une politologue allemande établie à Berlin, fondatrice et directrice du European Democracy Lab (Laboratoire de démocratie européenne), un laboratoire d’idées (Think tank) dédié à l’avenir de la démocratie en Europe.
Le 1er avril 2016, Ulrike Guérot est nommée professeure  de politique européenne et d'étude de la démocratie à l'université du Danube à Krems où elle dirige par ailleurs le département de politique européenne.

## Biographie et travaux
Ulrike Guérot étudie les sciences politiques, l’histoire et la philosophie. En 1995, elle est titulaire d'un doctorat en sciences politiques de l'université de Münster (Allemagne). Son travail de thèse porte sur l'histoire du Parti socialiste français et sa vision de l’Europe entre 1971 et 1995. Elle est également détentrice d'un master en sciences politiques et relations internationales de l'Institut d’études politiques de Paris (« Sciences Po »). Entre 1992 et 1995, elle occupe le poste d’assistante parlementaire au bureau de Karl Lamers, ancien membre la chambre basse du Parlement allemand (Bundestag), alors porte-parole aux affaires étrangères du parti de l’Union chrétienne-démocrate d’Allemagne (CDU - Christlich Demokratische Union).
En 1995, elle s’installe à Paris, où elle travaille en tant que directrice des relations publiques au sein de  l’Association pour l'union monétaire de l'Europe (Association for the Monetary Union of Europe - AMUE). Elle devient par la suite chargée de mission pour le think tank' « Notre Europe - Institut Jacques Delors », basé à Paris et fondé par l’ancien Président de la Commission européenne Jacques Delors. En 1998, elle accepte un poste de professeur adjoint (Assistant Professor), qu’elle occupe jusqu’en 2000 au sein de la Paul H. Nitze School of Advanced International Studies  du département d’études européennes de l'Université Johns-Hopkins (Washington district de Columbia).
À son retour à Berlin en 2000, Ulrike Guérot prend la direction de l’Unité d’études européennes à la Société allemande des affaires étrangères (DGAP, Deutsche Gesellschaft für Auswärtige Politik). Elle occupe ce poste jusqu’en 2003, année où elle rejoint le German Marshall Fund of the United States (GMF), une institution américaine de politique publique qui vise à promouvoir les relations transatlantiques, en tant que directrice des affaires étrangères.
En 2007, elle fonde le bureau berlinois du Conseil européen des relations étrangères (ECFR). Elle en est le premier directeur et reste à sa tête jusqu’en 2013. Pendant cette période, Ulrike Guérot consacre plusieurs publications aux différents aspects des politiques européennes d’intégration, au processus de constitutionnalisation de l’Europe, ainsi qu’aux politiques étrangères de l’Union européenne, et tout particulièrement aux relations franco-allemandes et transatlantiques. Elle crée également le programme Germany in Europe (L’Allemagne en Europe) du Conseil européen des relations étrangères (ECFR) dans le but d’analyser l’évolution du rôle de l’Allemagne au sein de l’Union européenne. Dans le cadre de ce programme, elle publie deux ouvrages. Le premier, fruit d’une collaboration avec Jacqueline Hénard, est publié en 2011 et s’intitule What does Germany think about Europe ? (Que pense l’Allemagne de l’Europe ?). Le second ouvrage, Germany in Europe : A Blog Chronicle of the Euro-crisis, paraît en 2013.
Au printemps 2012, Ulrike Guérot est chercheuse invitée à la German House de l'université de New York (NYU). À l'automne 2014, elle obtient un statut d’invité au Centre de recherche en sciences sociales de Berlin (WZB, Wissenschaftszentrum Berlin).
En septembre 2014, elle fonde, en collaboration avec Victoria Kupsch, le Laboratoire de la démocratie européenne (European Democracy Lab, EDL), rattaché à la European School of Governance (École de la gouvernance européenne) à Berlin, afin de définir la démocratie européenne post-crise. L’idée centrale du Laboratoire est le développement d’une Res Publica Europeae, une entité politique de l’Europe en tant que République.
Ulrike Guerot est nommée le 1er avril 2016 professeur de l'université pour politique européenne et l'étude de la démocratie à l'université du Danube à Krems et elle dirige le Département pour la Politique Européenne et l'étude de la Démocratie. 
En avril 2013, Ulrike Guérot et le romancier autrichien Robert Menasse publient un Manifeste pour une République européenne (Manifesto for a European Republic). Le European Democracy Lab joint à ce Manifeste un appel à une nouvelle Europe, soutenu par Ulrike Guérot. Des universitaires, intellectuels, artistes et décideurs ont également signé cette pétition, parmi lesquels figurent l'économiste Thomas Piketty, Ernst Ulrich von Weizsäcker ou encore Gesine Schwan, dont Guérot est proche. 
En 2003, elle reçoit la médaille de l'Ordre national du Mérite pour son engagement et sa contribution à l’intégration européenne. Lors du débat portant sur la sortie de la Grèce de la zone euro, elle s’oppose publiquement à un « Grexit ».
Elle fait également partie de la délégation officielle du Président de la République fédérale d’Allemagne Joachim Gauck, lors de sa visite officielle en France en automne 2013.
Ulrike Guérot enseigne à Université européenne Viadrina (Francfort-sur-l'Oder) et à Bucerius Law School à Hambourg. Elle est membre d’honneur du groupement allemand professionnel de l'Union des fédéralistes européens (Europa-Union Deutschland e.V. – EUD).
Aux côtés de Sebastian Dullien, Ulrike Guérot revendique une critique de l’ordolibéralisme et de son rôle dans la crise de la zone euro. 
Ulrike Guérot a deux fils et a été mariée au diplomate français Olivier Guérot.

## Controverses

### Plagiat
En poste depuis 2020 à l'université de Bonn, spécialiste en politique européenne, elle est licenciée fin mars 2023 pour des plagiats commis dans plusieurs ouvrages entre 2016 et 2021. Elle fait appel de la décision mais est déboutée en 2024. On lui reproche notamment d'avoir inséré plusieurs citations sans identifier leurs auteurs dans son livre Warum Europa eine Republik werden muss (« Pourquoi l'Europe doit devenir une république »), ce qui constitue un manquement à la déontologie scientifique et un plagiat.

### Théories du complot et propagande pro-russe
Dès 2022, des articles du Berliner Morgenpost et de Die Zeit soulignent son tropisme pro-russe, rappellent le contenu problématique de son essai sur la pandémie Wer schweigt, stimmt zu (« Qui ne dit mot consent ») et constatent sa popularité dans les sphères anti-système,.
En 2023, Ulrike Guérot est lauréate du prix satirique Goldenes Brett vorm Kopf (de) (« médaille d'or des abrutis  ») décerné par la Société pour l'Étude Scientifique des Pseudosciences (GWUP (de)) pour ses théories du complot et sa vision du monde anti-scientifique. L'association pointe ses arguments fallacieux durant la pandémie de Covid-19, notamment ses discours agressifs envers Anthony Fauci et Bill Gates, ainsi que son positionnement pro-russe sur la guerre en Ukraine, et justifie son choix par la grande visibilité médiatique de la lauréate,.
Le Tagesschau examine son cas avec ceux de Daniele Ganser et Gabriele Krone-Schmalz (de), qui comme elle propagent le narratif du Kremlin et bénéficient d'une large couverture médiatique. Selon Martin Aust (de), professeur d'histoire de l'Europe de l'Est à l'université de Bonn, Guérot n'a publié aucun travaux sur la Russie ou l'Ukraine et ne connaît pas son sujet. En accusant les USA de fomenter la guerre en Ukraine pour éloigner la Russie de l'UE, elle ignore leur focalisation sur la Chine et leur perte d'intérêt pour les affaires européennes. Il remarque que Guérot sélectionne les sources qui confirment son narratif, s'appuyant essentiellement sur quelques articles de journaux et sites Internet au détriment d'articles scientifiques, notamment lorsqu'elle étudie la prévalence de l'extrême droite en Ukraine.
L'Augsburger Allgemeine et le Süddeutsche Zeitung signalent sa participation au rassemblement organisé à Munich les 31 août et 1er septembre 2024 par le Mouvement des citoyens du Reich et les Coronasceptiques (de),.